# Castejón de Henares
Castejón de Henares es un municipio español de la provincia de Guadalajara, en la comunidad autónoma de Castilla-La Mancha. Tiene un área de 15,95 km² y una población de 59 habitantes (INE 2024).

## Demografía
Castejón de Henares cuenta con una población de 59 habitantes (INE 2024).
| Gráfica de evolución demográfica de Castejón de Henares entre 1842 y 2021                                           |
| |
| Población de derecho según los censos de población del INE Población de hecho según los censos de población del INE |

| 1991 |  | 1996 |  | 2001 |  | 2006 |  | 2011 |  | 2016 |  | 2020 |
| ---- |  | ---- |  | ---- |  | ---- |  | ---- |  | ---- |  | ---- |
| 124  |  | 129  |  | 106  |  | 106  |  | 92   |  | 67   |  | 64   |

## Geografía

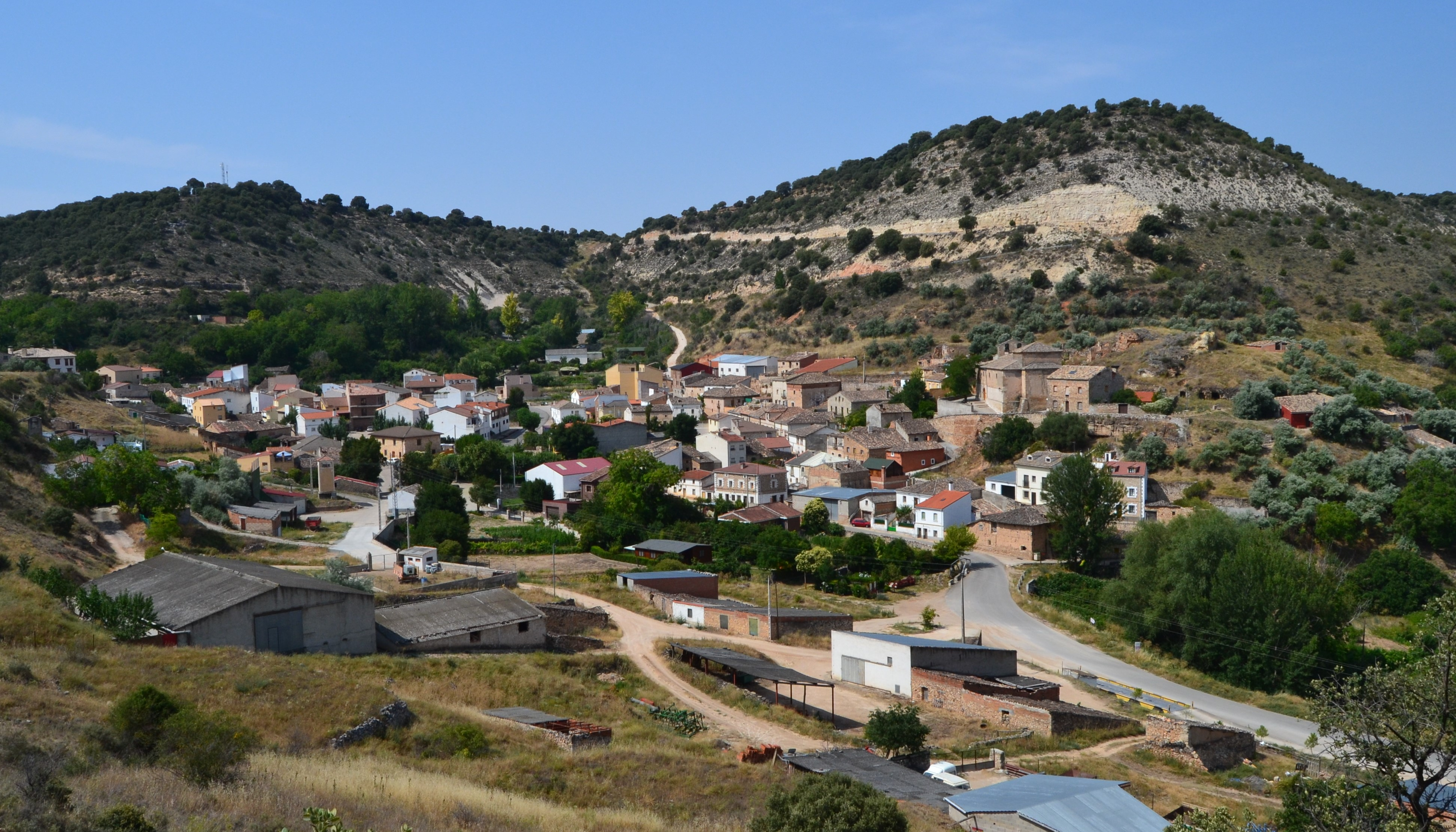
Castejón de Henares desde la entrada del pueblo.

En un barranco al sur del parque natural del Barranco del Río Dulce se encuentra Castejón de Henares. Se halla tras un pequeño alto, encajado en un estrecho valle a 956 metros de altitud. El pueblo se encuentra situado entre las comarcas de la Alcarria, la Serranía y la Campiña en Guadalajara. Los pueblos colindantes son: Villaseca de Henares, Mandayona, Matillas, Argecilla, Almadrones y Mirabueno.

## Festividades
Las fiestas patronales originalmente se celebraban el 29 de septiembre en honor al patrón del pueblo San Miguel Arcángel. Desde hace varios años se celebra otra fiesta el último fin de semana de julio o el primero de agosto. El domingo tiene lugar una caldereta en el ayuntamiento e inmediaciones. En julio se celebra el Mercadillo del Trueque que sirve como medio de autofinanciación de la Asociación Amigos de la Casa del Cid.

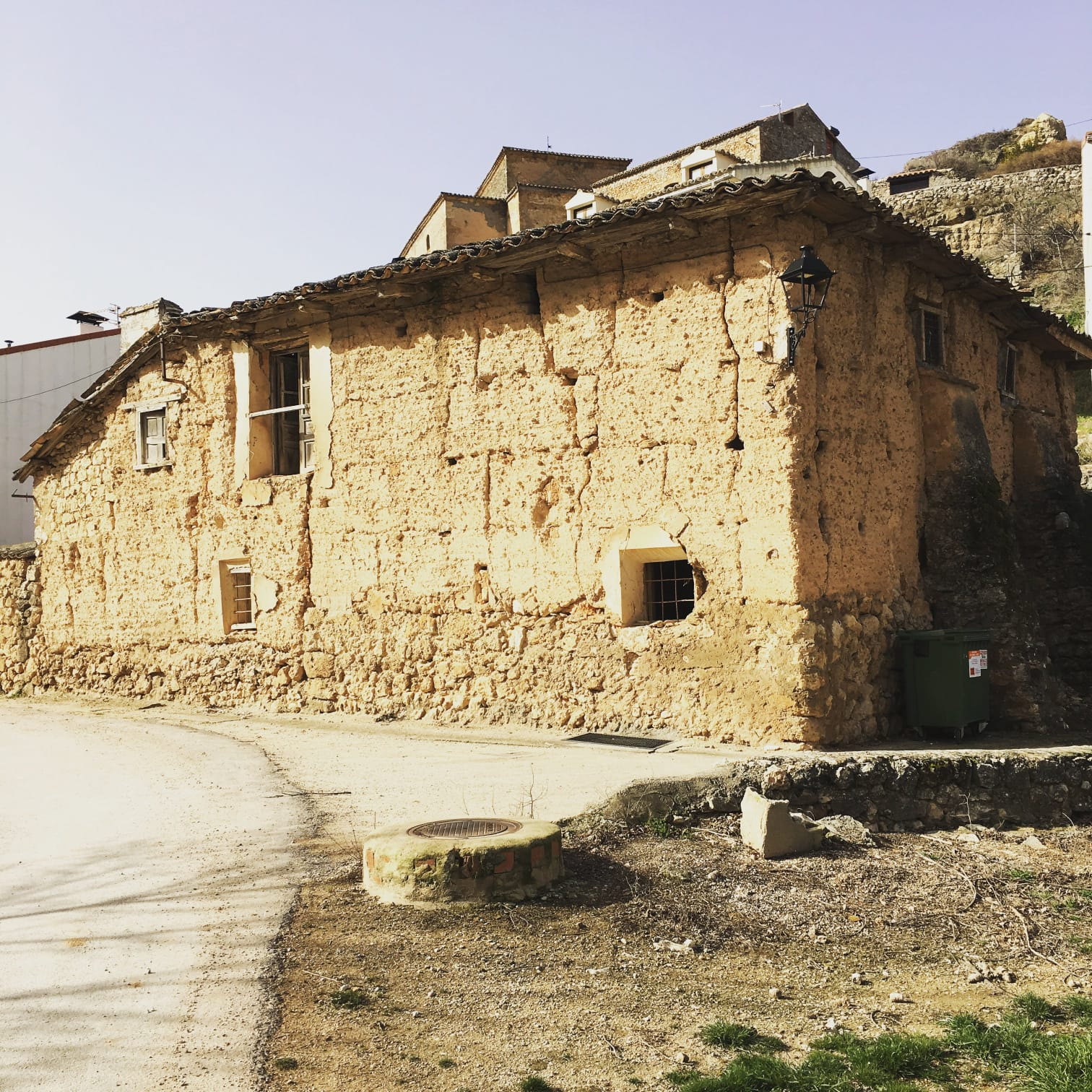
Casa del Cid de Castejón.

## Patrimonio

### Casa del Cid
La conocida como Casa del Cid se encuentra en la entrada del pueblo, la primera casa a la derecha, en la calle Soledad, 45. Las leyendas en torno a la casa de adobe y mampostería son inciertas y variadas y tienen origen el Cantar de mío Cid, ya que según Menéndez Pidal el pueblo que mencionan en el poema es Castejón de Henares.

«En Castejón todos se levantaban, abren las puertas,  fuera saliendo estaban, para ver sus cultivos   y todas sus propiedades. Todos han salido, las puertas abiertas dejaban, con la poca gente que en Castejón se quedara, la gente que estaba fuera   toda iba dispersada. El Campeador salió de la emboscada...»
Versos 458 y ss. CMC

Narra el Cantar, que el Cid entró en Guadalajara –tierras musulmanas–, tras abandonar el reino de Alfonso VI. Mientras Álvar Fáñez saqueaba las poblaciones de la provincia, El Cid tomó la plaza de Castejón mediante una celada. Estando ya en el pueblo, cuenta la leyenda que Rodrigo Díaz de Vivar se ubicó en la casa que lleva su nombre. Cuando el Cid quedó abastecido abandonó esta población taifa de Toledo y se dirigió a Calatayud.
Una de las leyendas narra cómo el Cid Campeador escondió un valioso tesoro bajo una roca situada en el patio de la casa. El mito cidiano señala que a esa casa se puede acceder desde una de las cuevas situadas en la falda de la montaña que rodea Castejón de Henares. Otra de las leyendas alude a que en Castejón vivió una amante del Cid, y el propio Cid estuvo en sus estancias. La última leyenda hace referencia a que la Casa del Cid fue el punto de encuentro con doña Urraca. Desde 2016 la Casa del Cid tiene su propio proyecto arqueológico promovido por la Asociación de Amigos de la Casa del Cid de Castejón. La asociación pretende reconstruir la casa y utilizarla como aula de usos múltiples.
Según la empresa de Consultores en Patrimonio Histórico, Gabark 2013, la casa ya existía en el siglo XIII. En ese siglo se utilizaba para almacenar el grano que tenía el ayuntamiento para alimentar a la población en caso de escasez.

### Iglesia
En lo alto de Castejón de Henares, en la zona denominada "El Castillo", encontramos ubicada la iglesia parroquial de San Miguel Arcángel. Data del siglo XVI. Según la leyenda esta iglesia está cimentada con las piedras de un castillo que tenía esa misma ubicación en la antigüedad.

### Rollo jurisdiccional
Situada en el centro de la plaza de Castejón, el rollo jurisdiccional casi llega a los cuatro metros de altura. En la actualidad el rollo ha sido convertido en fuente pública.

## Turismo
Castejón de Henares es una de las localidades por las que pasa el Camino del Cid. Una de las cuatro rutas que pasan por la provincia de Guadalajara denominada la Ruta de Álvar Fáñez comienza en Castejón para terminar en Guadalajara.